# モスクワ証券取引所
モスクワ証券取引所（モスクワしょうけんとりひきしょ、ロシア語: ОАО «Московская Биржа»、英語: Moscow Exchange）は、モスクワにあるロシア最大の証券取引所。

## 概要
2011年6月、モスクワ銀行間通貨取引所（MICEX）がロシア取引システム（RTS）株式の過半数を取得する形で合併の合意文書に調印し、2011年12月19日から取引を開始した。2012年7月、証券所の名称を「MICEX-RTS証券取引所」から「モスクワ証券取引所」へ改称することが報じられた。
1990年代に設立されたMICEX・RTSの両組織は、MICEXがルーブル建て株取引で国内株式取引の80％を、RTSがドル建て取引で同市場の20％のシェアを占めてきたが、統合により株式、債券、デリバティブ（金融派生商品）、通貨の取引を1か所で行うことが可能となった。取引所の社長兼最高経営責任者（CEO）にはMICEXの社長であったルーベン・アガンベギャンが就任、取引初日には「これからは世界クラスの金融インフラをロシアに構築することに取り掛かろうではないか」と述べている。
ロシア中央銀行のウリュカエフ第1副総裁によると、MICEX-RTSの発行済み株式資本金は少なくとも60億ドルになるとされる。また2012年10-12月期に新規株式公開（IPO）を実施する可能性があるとも報じられた。2013年2月、IPOが行われモスクワ証券取引所はモスクワ証券取引所に上場した。

## ウクライナ侵攻に伴う混乱
2022年2月24日早朝、ロシアは国境を越えてウクライナに侵攻。この日、モスクワ証券取引所はいつもより3時間遅れて午前10時（現地時間）に取引を開始したが、既に対ドルレートでロシア・ルーブルが暴落しており混乱を極めた。
翌2月25日にも市場は開かれたが、株式は侵攻前と比べて軒並み暴落した。
翌週の2月28日以降、一部を除いて売買は中止された。3月9日に為替の取引は再開された。3月24日に取引対象はMOEX指数を構成する33銘柄に限定、取引時間は約4時間に短縮され、空売り禁止や外国人による売却禁止といった条件が付加された上で約1か月ぶりに株取引が再開された。

## 対露制裁に対する脱ドル化戦略
2023年にモスクワ証券取引所で取引された中国の人民元の総額は、2022年と比べて3倍増となった。外貨取引全体に占めるシェアは42%に拡大し、米ドルの39.5%を超えてトップとなった。ウクライナへの侵攻により西側諸国の金融制裁に直面したロシア側は、脱ドル化戦略を推し進めており、中露関係を強化した事によって人民元取引の増加に繋がった。